# Pat Murphy
Patrice Ann Murphy (ur. 9 marca 1955 w Waszyngtonie) – amerykańska pisarka, tworząca fantastykę naukową i fantasy. Dwukrotna laureatka Nebuli.
Zajmuje się pisaniem książek dla „Exploratorium” – muzeum sztuki, nauki w San Francisco. Uczy także pisarstwa na Stanford University i Uniwersytet Kalifornijski w Santa Cruz oraz na warsztatach Clarion Workshop.
Wraz z Karen Joy Fowler jest współinicjatorką Nagrody Jamesa Tiptree Jr., przyznawanej od 1991 za utwory fantastyczne, podejmujące odważnie tematykę płci.
Ma czarny pas kenpō.